# IL Norna-Salhus
IL Norna-Salhus, czyli Idrettslaget Norna-Salhus – norweski klub lekkoatletyczny w Salhus w Åsane, Bergen. Został założony 14 października 1935 roku.
Klub posiadał też sekcję piłki nożnej, ale przekształciła się ona w 1987 roku w osobny klub Bergen Nord.
Od tego podziału klub nabierał stopniowego rozgłosu w krajowej lekkoatletyce, głównie dzięki sekcji skoków. 

## Członkowie klubu
- Sigurd Njerve - trójskoczek, halowy rekordzista kraju
- Ketill Hanstveit - trójskoczek, rekordzista kraju
- Benjamin Jensen - dziesięcioboista
- Kjersti Plätzer - reprezentantka kraju w chodzie
- Mona Holm - młociarka, rekordzistka kraju